# Теорема про рух центра мас системи
Теорема про рух центра мас (центра інерції) системи — одна із загальних теорем динаміки, є наслідком законів Ньютона. Стверджує, що прискорення центра мас механічної системи не залежить від внутрішніх сил, що діють на тіла системи, і пов'язує це прискорення з зовнішніми силами, що діють на систему.
Об'єктами, про які йдеться в теоремі, можуть, зокрема, бути такі:
- система матеріальних точок;
- протяжне тіло або система протяжних тіл;
- взагалі будь-яка механічна система, що складається з будь-яких тіл.

## Формулювання теореми
Нерідко під час розгляду руху системи корисно знати закон руху її центра мас. У загальному випадку цей закон, що становить зміст твердження теореми про рух центра мас системи, формулюється так: 

## Доведення
Нехай система складається з {\displaystyle N} матеріальних точок з масами {\displaystyle m_{i}} і радіус-векторами {\displaystyle {\vec {r}}_{i}} . Як відомо, центром мас (центром інерції) системи матеріальних точок називається геометрична точка, радіус-вектор {\displaystyle {\vec {R}}_{c}} якої задовольняє рівності
{\displaystyle {\vec {R}}_{c}={\frac {\displaystyle \sum \limits _{i}m_{i}{\vec {r}}_{i}}{M}},\qquad \qquad (1)}
де {\displaystyle M} — маса всієї системи, що дорівнює {\displaystyle \sum \limits _{i}m_{i}.}
Диференціюючи (1) два рази за часом, для прискорення центра мас {\displaystyle {\vec {a}}_{c}} отримуємо:
{\displaystyle {\vec {a}}_{c}={\frac {\displaystyle \sum \limits _{i}m_{i}{\vec {a}}_{i}}{M}},\qquad \qquad (2)}
де {\displaystyle {\vec {a}}_{i}} — прискорення матеріальної точки з номером i.
Для подальшого розгляду доцільно розділити всі сили, що діють на тіла системи, на два типи:
- Зовнішні сили — сили, що діють з боку тіл, які не входять у дану систему. Рівнодійну зовнішніх сил, що діють на матеріальну точку з номером i, позначимо {\displaystyle {\vec {F}}_{i}}.
- Внутрішні сили — сили, з якими взаємодіють тіла самої системи. Силу, з якою на точку з номером i діє точка з номером k, будемо позначати {\displaystyle {\vec {f}}_{i,k}}. Відповідно, сила впливу i-ї точки на k-ту точку буде позначатися {\displaystyle {\vec {f}}_{k,i}}. Зі сказаного очевидно, що якщо {\displaystyle i=k}, то {\displaystyle {\vec {f}}_{i,k}=0.}

Використовуючи введені позначення, другий закон Ньютона для кожної з розглянутих матеріальних точок можна записати у вигляді
{\displaystyle m_{i}{\vec {a}}_{i}={\vec {F}}_{i}+\sum \limits _{k}{\vec {f}}_{i,k}.\qquad \qquad (3)}
Підсумовуючи всі рівняння вигляду (3), отримаємо:
{\displaystyle \sum \limits _{i}m_{i}{\vec {a}}_{i}=\sum \limits _{i}{\vec {F}}_{i}+\sum \limits _{i}\sum \limits _{k}{\vec {f}}_{i,k}.\qquad \qquad (4)}
Вираз {\displaystyle \sum \limits _{i}\sum \limits _{k}{\vec {f}}_{i,k}} являє собою суму всіх внутрішніх сил, що діють у системі. Врахуємо тепер, що за третім законом Ньютона в цій сумі кожній силі {\displaystyle {\vec {f}}_{i,k}} відповідає сила {\displaystyle {\vec {f}}_{k,i}} така, що {\displaystyle {\vec {f}}_{i,k}=-{\vec {f}}_{k,i}} і, отже, виконується {\displaystyle {\vec {f}}_{i,k}+{\vec {f}}_{k,i}=0.} Оскільки вся сума складається з таких пар, то й сама сума дорівнює нулю. Таким чином, з (4) слідує
{\displaystyle \sum \limits _{i}m_{i}{\vec {a}}_{i}=\sum \limits _{i}{\vec {F}}_{i}.\qquad \qquad (5)}
Далі, позначивши {\displaystyle \sum \limits _{i}{\vec {F}}_{i}={\vec {F}}} і підставивши отриманий вираз у (2), приходимо до рівняння
{\displaystyle {\vec {a}}_{c}={\frac {\vec {F}}{M}}} або до {\displaystyle M{\vec {a}}_{c}={\vec {F}}.\qquad \qquad (6)}
Таким чином, рух центра мас визначається тільки зовнішніми силами, а внутрішні сили ніякого впливу на цей рух не мають. Формула (6) є математичним виразом теореми про рух центра мас системи.

### Інше формулювання теореми
Звернемо увагу на те, що вигляд формули (6) збігається з виглядом формули другого закону Ньютона. Звідси випливає справедливість такого формулювання теореми про рух центра мас: 

### Закон збереження руху центра мас
З (6) випливає, що за відсутності зовнішніх сил, а також за рівності суми всіх зовнішніх сил нулю, прискорення центра мас дорівнює нулю, і, отже, його швидкість постійна. Таким чином, справедливим є твердження, що становить зміст закону збереження руху центру мас: 
 Зокрема, якщо спочатку центр мас перебував у спокої, то в зазначених умовах він перебуватиме в спокої й надалі.
Із закону збереження руху центра мас випливає, що система відліку, пов'язана з центром мас замкнутої системи, є інерціальною. Під час вивчення механічних властивостей замкнутих систем надається перевага використанню саме таких систем відліку, оскільки таким чином виключається з розгляду рівномірний і прямолінійний рух системи як цілого.
Можливі випадки, коли сума зовнішніх сил нулю не дорівнює, але дорівнює нулю її проєкція на певний напрямок. В цьому випадку проєкція прискорення центра мас на цей напрямок також дорівнює нулю і, відповідно, швидкість центра мас уздовж цього напрямку не змінюється.

## Значення
Доведена теорема розширює і обґрунтовує можливості використання поняття матеріальна точка для опису руху тіл. Дійсно, якщо тіло рухається поступально, то його рух повністю визначається рухом центра мас, який у свою чергу описується рівнянням (6). Таким чином, тіло, що рухається поступально, завжди можна розглядати як матеріальну точку з масою, що дорівнює масі тіла, незалежно від його геометричних розмірів. Крім того, тіло можна розглядати як матеріальну точку й у всіх тих випадках, коли, в силу умови задачі, обертання тіла інтересу не являє, а для визначення положення тіла достатньо знати положення його центра мас.
Практична цінність теореми полягає в тому, що при розв'язуванні задачі про визначення характеру руху центра мас вона дозволяє повністю виключити з розгляду всі внутрішні сили.

## Історія
Закон збереження руху центра мас сформулював Ісаак Ньютон у своїй знаменитій праці «Математичні начала натуральної філософії», виданій 1687 року. І. Ньютон писав: «Центр ваги системи двох або декількох тіл від взаємної дії тіл одного на інше не змінює ні свого стану спокою, ні руху; тому центр ваги системи всіх тіл, що діють одне на одне (за відсутності зовнішніх дій і перешкод) або знаходиться в спокої, або рухається рівномірно і прямолінійно». Далі він робив висновок: «Таким чином, поступальну кількість руху чи окремого тіла, чи системи тіл, треба завжди розраховувати за рухом центра ваги їх».